# 托尼·达维
托尼·达维（英語：Tony Dawe，1940年—）英国音频工程师。他曾4次提名奥斯卡最佳音响效果奖。自1958年起，他参加了70部电影，18部电视电影，340小时电视剧的制作。在1967年加入电影行业之前，他于1958至1960年在着名的EMI Abbey Road录音室担任工程师。1960年至1967年间，他在美国广播公司的Teddington工作室工作，负责音响配音套件。

## 部分影视作品
- 雾都孤儿 (1968)
- 星球大战VI：绝地归来 (1983)[2]
- 太阳帝国 (1987)[3]
- 谁陷害了兔子罗杰 (1988)[4]
- 夺宝奇兵3：圣战奇兵 (1989)[5]